# 274-й винищувальний авіаційний полк (СРСР)
274-й винищувальний авіаційний Оршанський Червонопрапорний ордена Кутузова полк (рос. 274-й Оршанский Краснознаменный ордена Кутузова истребительный авиационный полк) — авіаційний полк у складі ВПС СРСР в роки Другої світової війни.

## Історія
Вперше полк з такою назвою був сформований в березні 1941 року, проте згодом отримав інший номер і закінчив Другу світову війну, як 168-й гвардійський винищувальний авіаційний полк.
Вдруге полк з таким номером сформовано влітку 1941 року на аеродромі Курськ.
Бойові дії почав 10 вересня 1941 року в складі 11-ї змішаної авіаційної групи на Брянському фронті. У жовтні того ж року на базі 3-ї ескадрильї полку був сформований 523-й винищувальний авіаційний полк.
З вересня 1942 року полк діяв у складі 288-ї винищувальної, 226-ї змішаної та 268-ї винищувальної авіаційних дивізій на Сталіградському фронті. З лютого 1943 року й до кінця війни — в складі 278-ї винищувальної авіаційної дивізії. Воював на Кубані, звільняв Донбас, Крим, Білорусь. Війну закінчив у боях за Берлін.
Розформований 10 березня 1947 року.

## Бойова діяльність полку в роки Другої Світової війни
| Період                  | Бойові вильоти | Втрати (літаки / пілоти) |
| ----------------------- | -------------- | ------------------------ |
| 09.09.1941 — 28.11.1941 | 668            | 12/6                     |
| 09.06.1942 — 05.07.1942 | 365            | 9/6                      |
| 05.09.1942 — 04.01.1943 | 774            | 30/14                    |
| 19.04.1943 — 21.07.1943 | 479            | 20/10                    |
| 07.09.1943 — 15.05.1944 | 3232           | 25/18                    |
| 23.06.1944 — 09.09.1944 | 1245           | 9/7                      |
| 13.01.1945 — 09.05.1945 | 2359           | 10/6                     |
| Разом                   | 9872           | 174/81                   |

## Командири полку
| Період                  | Командир полку                      | Примітка |
| ----------------------- | ----------------------------------- | -------- |
| 20.08.1941 — 05.11.1941 | майор Крайнєв Сергій Михайлович     | загинув  |
| 25.12.1941 — 18.06.1942 | майор Ніколаєнко Василь Федорович   |          |
| 18.06.1942 — 03.10.1942 | капітан Мякушев Михайло Олексійович |          |
| 07.10.1942 — 05.11.1942 | майор Федін Михайло Іванович        | поранено |
| 12.11.1942 — 25.12.1942 | капітан Мишковський І. І.           |          |
| 01.01.1943 — 20.04.1943 | майор Мілютін Михайло Іванович      | загинув  |
| 22.04.1943 — 08.10.1943 | майор Корнілов Микола Сергійович    |          |
| 08.10.1943 — 26.03.1944 | майор Волчков Микола Григорович     | загинув  |
| 26.03.1944 — 30.04.1944 | капітан Томарєв Максим Миколайович  |          |
| 30.04.1944 — 05.06.1944 | майор Тарасов Павло Тимофійович     | т.в.о    |
| 05.06.1944 — 07.1946    | майор Запрягаєв Іван Іванович       |          |

## Матеріальна частина полку
| Дата                    | Тип літака |
| ----------------------- | ---------- |
| 20.08.1941 — 25.04.1942 | МіГ-3      |
| 25.04.1942 — 01.1943    | Як-1       |
| 25.04.1942 — 23.06.1943 | Як-7       |
| 23.06.1943 — 19.09.1944 | Як-1       |
| 23.06.1943 −12.12.1945  | Як-9       |
| 12.12.1945 — 10.03.1947 | Як-3       |

## Нагороди і почесні звання
- Оршанський — Наказ ВГК СРСР № 0182 від 06.07.1944 року — за відзнаку в боях під час визволення міста і оперативно важливого залізничного вузла Орша (Білорусь).
- — Указ Президії Верховної Ради СРСР від 12.08.1944 року — за зразкове виконання бойових завдань командування при оволодінні містом Каунас (Литва).
- — Указ Президії Верховної Ради СРСР від 28.05.1945 року — за звитягу, мужність і виконання бойових завдань командування в ході Берлінської операції.